# Paul Chambers
Paul Laurence Dunbar Chambers (Pittsburgh, 22 april 1935 – New York, 4 januari 1969) was een Amerikaans jazzbassist.
Hij was niet alleen bekend om zijn bijdragen op verschillende beroemde albums, maar ook om zijn perfecte baswerk.

## Biografie
Chambers groeide op in Detroit en ging daar ook muziek studeren. De bariton werd daar zijn muziekinstrument. Later speelde hij tuba. Hij stopte, omdat het niet zijn favoriete instrument was en omdat hij het geen handig instrument vond om mee te nemen. Chambers koos voor de contrabas.
Chambers begon in zijn woonplaats Detroit in clubs te spelen en hij speelde al snel met Thad Jones en Barry Harris. In 1952 ging Chambers studeren bij een contrabassist van het Detroit Symphony Orchestra en speelde klassieke muziek bij The Detroit Strings Band en bij het studentenorkest van de Cass Technical High School. In 1955 werd Chambers door Paul Quinichette naar New York gehaald. Hij had intussen op verschillende instrumenten ervaring.
In de jaren 1954-1955 toerde hij met onder meer Bennie Green, Paul Quinichette, George Wallington, J.J. Johnson en Kai Winding. In 1955 voegde Chambers zich bij het Miles Davis Quintet dat bestond uit Miles Davis (trompet), John Coltrane (tenorsaxofoon), Red Garland (piano), Chambers zelf (contrabas) en Philly Joe Jones (drums). Chambers was ook een bijna vaste bassist bij het trio van Wynton Kelly.
Hij raakte echter al snel verslaafd aan alcohol en heroïne. Hij stierf uiteindelijk op 33-jarige leeftijd aan tuberculose.
Chambers was een legendarisch bassist die ook speelde op het album Giant Steps van John Coltrane en samenwerkte met grootheden als Cannonball Adderley, Donald Byrd, Sonny Rollins, Freddie Hubbard, Jackie McLean, Hank Mobley, Bud Powell, Bill Evans, Walter Benton, Herbie Hancock, Blue Mitchell, Curtis Fuller, Benny Golson, Kenny Dorham, Yusef Lateef, Lee Morgan, Art Blakey, Roy Haynes, Hampton Hawes, Wayne Shorter, Paul Quinichette, Philly Joe Jones, Wes Montgomery, Ike Quebec, Stanley Turrentine, Grant Green, Zoot Sims, Johnny Griffin, Nat Adderley, Horace Silver, Hank Jones en Abbey Lincoln.
Voor de complete discografie van Paul Chambers, zie het artikel Discografie van Paul Chambers.
- Bibsys: 1002329
- Bibliothèque nationale de France: cb138923573 (data)
- CiNii: DA05734169
- Gemeinsame Normdatei: 134345797
- International Standard Name Identifier: 0000 0001 0928 9128
- Library of Congress Control Number: n84148412
- Nationale Bibliotheek van Letland: 000340616
- MusicBrainz: b6ff4fd0-03ae-41a6-942e-7de13124b970
- Nationale Bibliotheek van Tsjechië: pna2006362595
- Nationale Bibliotheek van Israël: 987007349394205171
- Nederlandse Thesaurus van Auteursnamen: 073620513
- Istituto Centrale per il Catalogo Unico: BVEV234180
- LIBRIS: 335535
- SNAC: w6ht3khn
- Système universitaire de documentation: 080808867
- Virtual International Authority File: 100313280
- WorldCat: E39PBJfmqbQF4PgVcypXhKH3cP